# The Emerson
The Emerson  es un edificio histórico ubicado en Nueva York, Nueva York. The Emerson se encuentra inscrito en el Registro Nacional de Lugares Históricos desde el 20 de agosto de 2009. 

## Ubicación
The Emerson se encuentra dentro del condado de Nueva York en las coordenadas 40°46′01″N 73°59′30″O / 40.767017, -73.991528.